# Biljard v Dobrayu
Biljard v Dobrayu je zgodovinski roman, ki ga je napisal slovenski pisatelj, pesnik in scenarist Dušan Šarotar. Roman je izšel leta 2007 pri Študentski založbi. Zgodba romana je umeščena v čas druge svetovne vojne oziroma natančneje, v čas prihoda ruske armade v Mursko Soboto. Gre pravzaprav za delo, ki na novo odpira temo literarne obdelave bivanja v času druge vojne. 

## Vsebina
V nekdaj imenitnem soboškem hotelu Dobray, s kazinojem in bordelom v nadstropju, se v eni sami noči ob koncu druge svetovne vojne srečajo in trčijo številne usode. Med tem, ko je na meje pozabljene in skrite pokrajine med Muro in Rabo že privihrala Rdeča armada in je samo še vprašanje ur, kdaj bo osvobojena tudi Sobota, v Dobrayu še vedno igrajo zadnjo partijo biljarda. Zaspani varaš, ki se naslednje jutro šele prebuja iz morastih sanj, pa so v tišini že naselile tavajoče duše, med njimi je tudi židovski trgovec Franz Schwartz, eden izmed peščice deportiranih, ki so se vrnili iz koncentracijskega taborišča Auschwitz.
Avtor ne piše romana iz svoje izkušnje, vendar pa na očitni podlagi poglabljanja in raziskovanja dobe, ki jo predstavlja bralcem. Čeprav v ospredje sili tematika vojne, se avtor izogne akterjem vojne, najprej z govorico počasnosti, ki opisuje naravo, stavbe in predmete, torej okolje, v katero potem postavlja svoje junake. Potem z liki, ki jih slika v maniri fotografa, ki poskuša ujeti dogodek v njegovi hipnosti. Njegovi liki živijo zase. Četudi doživljajo ali povzročajo grozote in viharje spopadov, niso vpeti v velike ideologije. Celo moment holokavsta je pisan skozi zlom skrite otroške ljubezni revne deklice do bogatega fantiča židovskega rodu.
Biljard v Dobrayu je avtorjev hommage mestu, varašu, kjer veter vztrajno išče duše, da bi v njih ponovno zazvenel. 

## Ocene in nagrade
Novinar, publicist in profesor Bernard Nežmah je knjigo ocenil kot »delo, ki na novo odpira temo literarne obdelave bivanja v času druge vojne«. Petra Vidali, novinarka in urednica kulture v časniku Večer pa je dodala, da so »atmosferski akvareli v Biljardu v Dobrayu tako dominantni, da postanejo na trenutke že kar štrleči, preočitno opozarjajoči sami nase, kar pa ne pomeni, da po sebi niso izvrstni.« 

## Izdaje in prevodi
- Roman je leta 2007 izdala Študentska založba.
- Leta 2011 je Študentska založba izdala knjigo v obliki elektronskega vira. (COBISS)